# クロード・ゴレッタ
クロード・ゴレッタ（Claude Goretta、1929年6月23日 - 2019年2月20日）は、スイスの映画監督、脚本家、テレビプロデューサーである。兄はレポーターのジャン＝ピエール・ゴレッタ。

## 来歴・人物
1929年6月23日、スイスのレマン湖畔ジュネーヴに生まれた。ジュネーヴ大学に進み、法学を修めた。1950年代の初めに、同学で知り合ったのちの映画監督アラン・タネールとともにシネクラブを設立した。その後、渡英し、ロンドンの英国映画協会の講座で学ぶ。タネールもともに渡英し、同協会でフィルム・アーカイヴ関係の仕事をみつけた。
1957年、タネールと共同監督で撮った短篇映画『ピカデリーの夜 Nice Time』がロカルノ国際映画祭で金豹賞を受賞。同作は、ロンドンのピカデリーサーカスのナイトライフを描いたもの。
1958年、スイスに戻り、テレヴィジオン・スイス・ロマンド（TSR）で働き、とくにプロデューサーとしてドキュメンタリー番組『Continents sans visa』を製作した。
1968年、タネール、ミシェル・ステー、ジャン＝ルイ・ロワ、ジャン＝ジャック・ラグランジュ（1971年脱退、イヴ・イェルサン加入）とともに映画製作会社「グループ5 Le Groupe 5」を設立した。1970年、グループ5とTSRの共同製作により、長篇第一作『Le Fou』を発表。同作はもっともスイス的な映画であるとして、スイス批評家連盟賞を受けた。
単純なコメディと人をデリケートに描くゴレッタのタッチは、すぐに国際的に認められるようになる。次の長篇映画『招待 L'Invitation』で、1973年、第26回カンヌ国際映画祭審査員賞を受賞。ついで、1977年、『レースを編む女』で第30回カンヌ国際映画祭でエキュメリック賞を受賞。当時ほとんど無名だったイザベル・ユペールは、このときを境にスターダムへとのぼった。1983年、『マリオ・リッチの死 La Mort de Mario Ricci』は、第36回カンヌ国際映画祭で、主演のジャン・マリア・ヴォロンテが男優賞に輝いた。連続テレビ映画の『シムノン・アワー L'Heure Simenon』の一作、『Der Bericht des Polizisten』は、1987年、モンテカルロ映画祭で賞を受けた。
1990年代前半には、フランス、ベルギー、スイスの放送局が合同で製作した、ブリュノ・クレメールを主演としたテレビ映画『新・メグレ警視 Maigret』シリーズは、ヨーロッパで人気を博した。ゴレッタの映画は、ルイス・ブニュエルとジャン・ルノワールとに関係があると、映画記号論者はくりかえし指摘している。
日本では、『レースを編む女』がかろうじて公開されているだけで、このヌーヴェルヴァーグと同世代のスイス映画の巨匠を、いまだに知ることができていない。タネールらとの「グループ5」時代に国際的な名声を獲得、プロデューサーのイヴ・ガッセー、イヴ・ペイロの目にとまり、早速『Pas si méchant que ça』（1974年）を監督する機会を得るなど、もっともグループ5の機能を効率よく利用でき、大きい作品で勝負できた監督である。
なお、77歳の時に発表した「サルトル 受難の時代」を最後に現役から遠ざかっていた。
2019年2月20日、ジュネーブの自宅で死去。89歳没。

## フィルモグラフィー
- ピカデリーの夜 Nice Time　短篇　1957年　共同監督アラン・タネール
- Le Retour　短篇　1961年　主演フランソワ・シモン
- Un dimanche de mai　短篇　1963年　監督・脚本　共同脚本ミシェル・ステー、撮影ジャン・ゼレール
- La Miss à Raoul　短篇　1963年　監督・脚本　出演ジャン＝ピエール・カルフォン
- Jean-Luc persécuté　テレビ映画 　1965年　監督・脚本　共同脚本ジョルジュ・アルダス、主演モーリス・ガレル　製作テレヴィジオン・スイス・ロマンド（TSR）
- Micheline, 6 enfants...　1966年
- Le Jour de noces　短篇 　1965年
- Le Fou　1970年　撮影ジャン・ゼレール、主演フランソワ・シモン　製作グループ5、テレヴィジオン・スイス・ロマンド（TSR）　※長篇第一作
- La Temps d'un portrait　テレビ映画　1972年
- 招待 L'Invitation　1973年　監督・脚本　共同脚本ミシェル・ヴィアラ、主演フランソワ・シモン、ジュン＝リュック・ビドー　製作グループ5、シテール・フィルム、プランフィルム (TV5Mondeで放映)
- Pas si méchant que ça　1974年　監督・脚本　共同脚本シャルロット・デュブルーユ、製作イヴ・ガッセー、イヴ・ペイロ、撮影レナート・ベルタ、録音助手リュック・イェルサン、出演マルレーヌ・ジョベール、ジェラール・ドパルデュー　仏スイス合作　製作アクション、アルトコ＝フィルム、シテール・フィルム、MJ
- Passion et mort de Michel Servet　テレビ映画 　1975年
- レースを編む女 La Dentellière　1976年　製作イヴ・ガッセー、イヴ・ペイロ、主演イザベル・ユペール　仏スイス合作　製作アクション・フィルム、シテール・フィルム、フランス3シネマ、ヤヌス・フィルム・プロドゥクツイィオーン
- Les Chemins de l'exil ou Les dernières années de Jean-Jacques Rousseau　テレビ映画　1978年
- Bonheur toi-même 　1979年
- La Provinciale　1980年　監督・脚本　共同脚本ジャック・キルスネル、ロジーナ・ロシェット、製作イヴ・ペイロ、レイモン・プーサス、出演ナタリー・バイ、ブルーノ・ガンツ　仏スイス合作　製作フィルムプロドゥクツイィオーン・ヤヌス、フランス3、フェニックス・プロデュクシオン、ゴーモン、TSR
- マリオ・リッチの死 La Mort de Mario Ricci 　1983年　監督・脚本　共同脚本ジョルジュ・アルダス、製作総指揮ノベール・シャロン、ダニエル・メッセール、イヴ・ガッセー、イヴ・ペイロ、出演ジャン・マリア・ヴォロンテ、マガリ・ノエル、ミシェル・ロバン　スイス・フランス・西ドイツ合作　製作フランス3、ペガーズ・フィルム、スワニー・プロデュクシオン、テレ＝ミュンヘン、TSR (TV5Mondeで放映)
- Orfeo　1985年　作曲クラウディオ・モンテヴェルディ、製作総指揮マノロ・ボロニーニ、ジョルジュ・ディブマン、撮影ジュゼッペ・ロトゥンノ、指揮ミシェル・コルボ、出演ジーノ・キリコ　仏伊カナダ・スイス合作　製作アンテンヌ2、エラート・フィルム、音楽のためのトータル基金、インスティトゥット・ルーチェ、ラジオ・カナダ・プロデュクシオン、ラジオ・フランス、スロタン、スイス放送、ゴーモン
- Der Bericht des Polizisten　テレビ映画 　1987年
- Si le soleil ne revenait pas　1987年　製作アラン・サルド、主演シャルル・ヴァネル、フィリップ・レオタール、撮影ベルナール・ジツェルマン 　仏スイス合作　カナル・プリュス、レ・プロデュクシオンJMH、マリオンズ・フィルムズ、サラ・フィルム、TSR
- Les Ennemis de la mafia 　1988年　スイス・カナダ合作
- L'Ombre（影）　1991年　監督・脚本・撮影　製作総指揮ヤニック・ベルナール、出演ジャック・ペラン、モーリス・ガレル　独スイス合作　製作ビオスコップ・フィルム、オデッサ・フィルム
- Visages suisses　1991年　共同監督フランソワ・レシャンバック、ジャクリーヌ・ヴーヴ
- 新・メグレ警視/メグレと消えた死体 Maigret et la grande perche　1991年　主演ブリュノ・クレメール
- 新・メグレ警視/ホテル・マジェスティックのワイン蔵 Maigret et les caves du Majestic　1993年　主演ブリュノ・クレメール
- Goupi Mains Rouges（赤い手グゥピ）　テレビ映画　1994年　製作ジャン・ナンクリック、出演モーリス・バリエ、ジャン＝フィリップ・エコフェ　製作セタンブル・プロデュクシオン
- Le Chagrin des Belges　1994年　主演ロニー・クットゥール
- 新・メグレ警視/メグレの途中下車 Maigret a peur　テレビ映画　1995年　主演ブリュノ・クレメール
- Le Dernier Chant 　テレビ映画　1996年
- Le Dernier Été 　テレビ映画　1997年
- Thérèse et Léon　2001年　主演ロニー・クットゥール
- La Fuite de Monsieur Monde　テレビ映画　2004年
- サルトル 受難の時代 Sartre, l'âge des passions　テレビ映画　2006年 (TV5Mondeで放映)

## 註
1. ↑  仏語版WikipediaClaude Gorettaの「カンヌ」は明白な誤りなので修正した。カンヌ公式Claude Gorettaを参照。
2. ↑  仏語版WikipediaClaude Gorettaでは設立メンバーが誤りなので修正した。
3. ↑  “Décès du cinéaste suisse Claude Goretta” (フランス語). Le Paricien. (2019年2月21日) 2019年2月22日閲覧。